# Katastrofa polskiego autokaru w Vizille

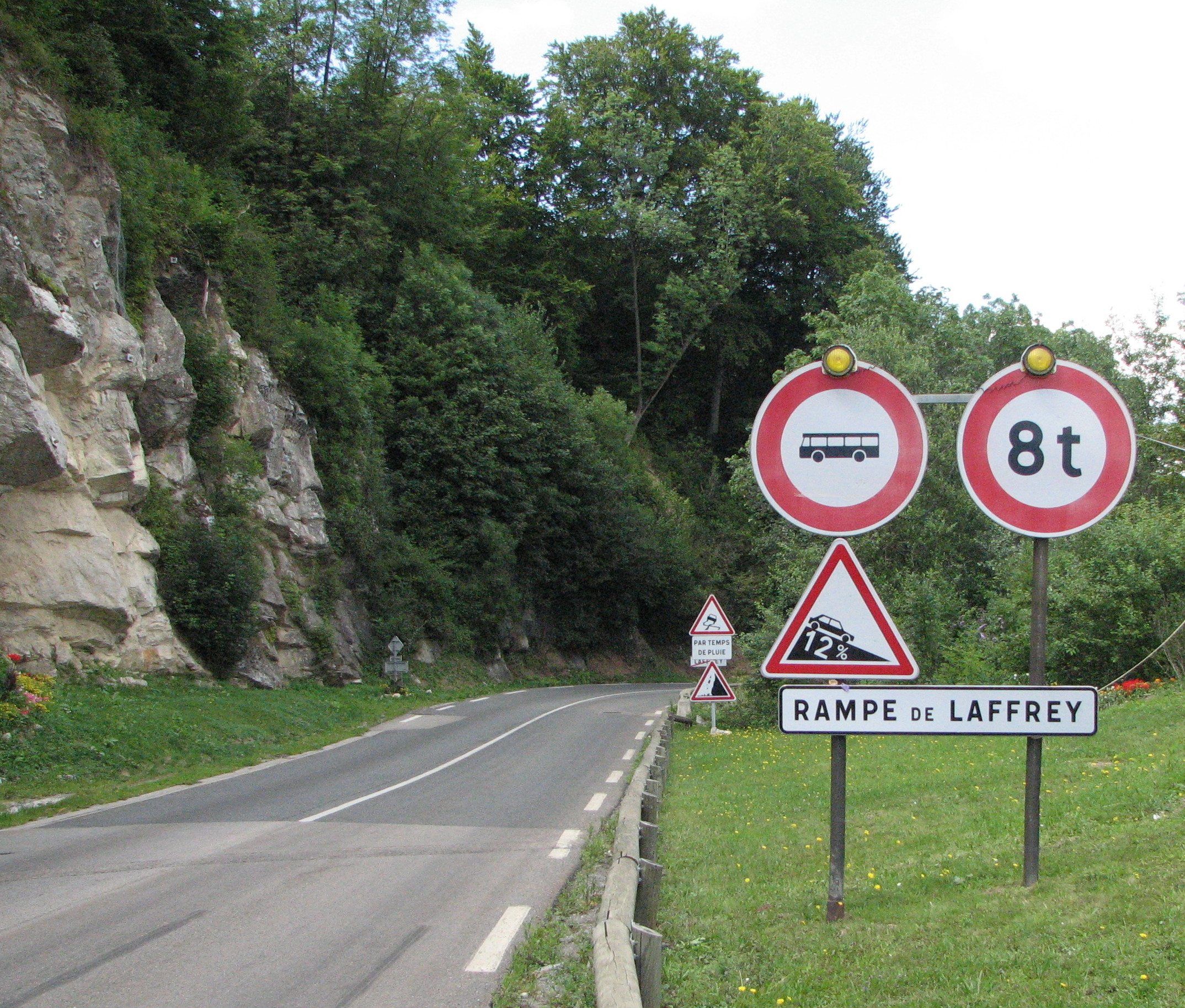
Na drodze, na której doszło do katastrofy, znaki informują o zakazie wjazdu autobusów

Katastrofa polskiego autokaru w Vizille – miała miejsce w niedzielę 22 lipca 2007 około godziny 9.30 w miejscowości Vizille w departamencie Isère, na południe od Grenoble. Zginęło w niej 26 osób. Autokar wiozący 50 osób (47 pielgrzymów, pilot i 2 kierowców) w czasie powrotu z Sanktuarium Matki Boskiej w La Salette, pokonując stromy odcinek górskiej trasy pomiędzy Gap a Grenoble w południowo-wschodniej Francji, wyjechał z drogi na ostrym zakręcie, po czym runął z mostu w 15-metrową przepaść doliny rzeki Romanche, a następnie stanął w płomieniach.

## Przebieg wypadku
Pielgrzymka, w której brało udział 26 osób ze Stargardu (parafia Miłosierdzia Bożego), 12 ze Świnoujścia, 5 ze Szczecina (parafia św. Mikołaja), 2 z Mieszkowic (parafia Przemienienia Pańskiego) oraz 2 z Warszawy wyruszyła z Polski 10 lipca m.in. do Fátimy i Lourdes.
Wypadek miał miejsce na stromej alpejskiej drodze, zwanej drogą Napoleona, po której przejazd autobusów 8-kilometrowym odcinkiem tej szosy jest dopuszczalny tylko na podstawie specjalnego zezwolenia, a autokar z polskimi pielgrzymami nie miał zezwolenia na przejazd tą drogą. Trasą mogą poruszać się tylko autobusy ze specjalnym systemem hamulcowym.
W wypadku śmierć poniosło 26 osób, a 24 zostały ranne.
W tym samym miejscu doszło już do kilkunastu wypadków, w tym trzech poważnych, w których zginęło 77 ludzi. We wszystkich wypadkach w tym miejscu śmierć poniosły łącznie 224 osoby.

## Reakcja władz

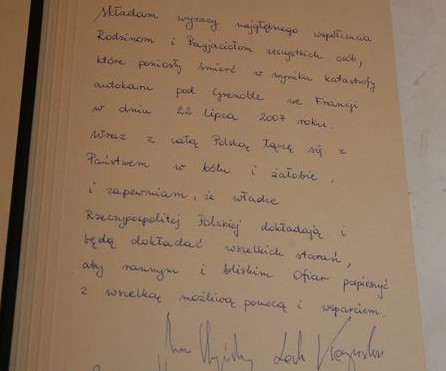
Wpis prezydenta Lecha Kaczyńskiego wraz z małżonką do księgi kondolencyjnej ofiar wypadku, 23 lipca 2007

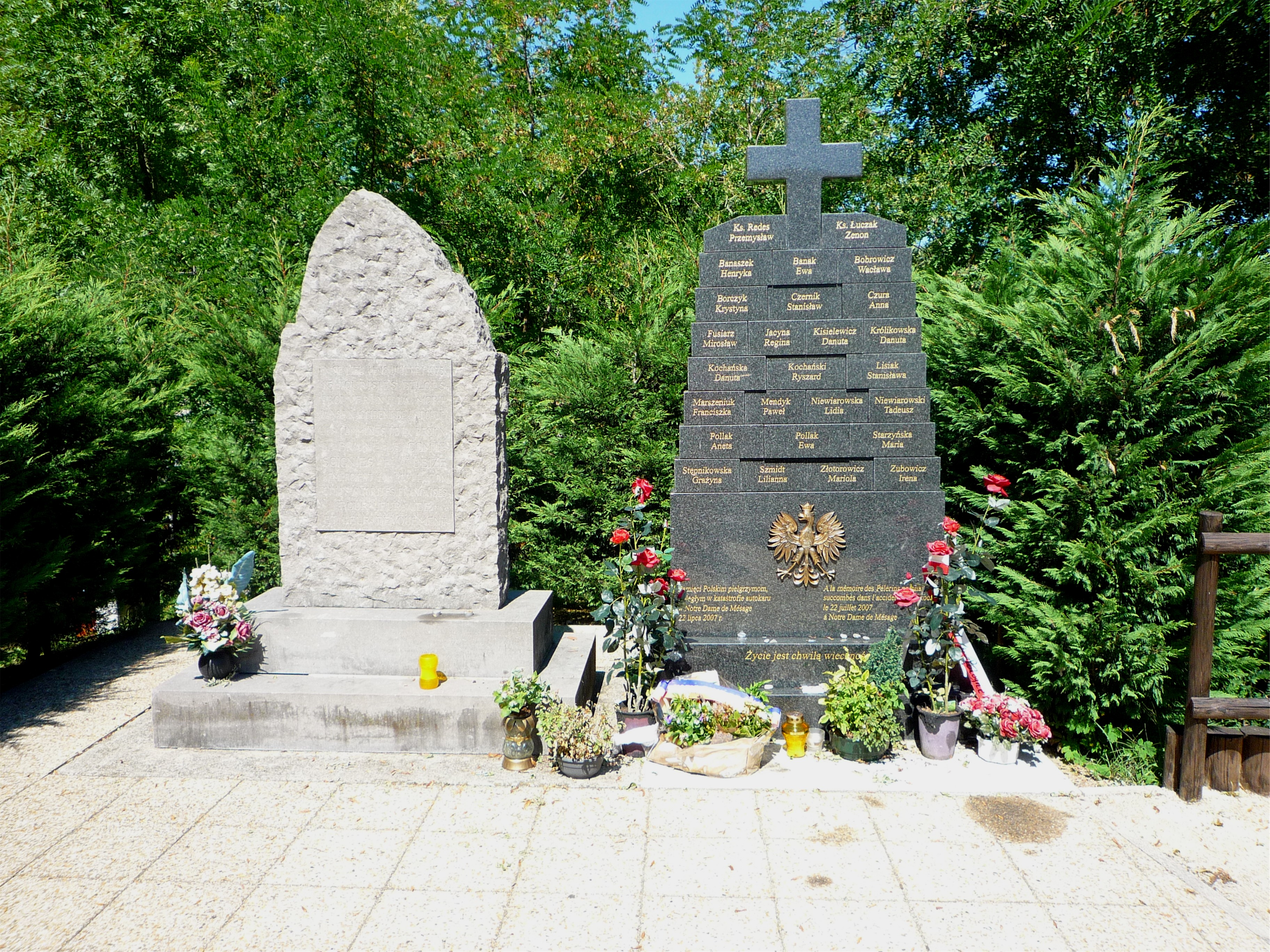
Stela 1973, 2007

Wieczorem w dniu tragedii do Grenoble przybył prezydent Lech Kaczyński, który wraz z prezydentem Francji Nicolasem Sarkozym odwiedził szpitale, w których przebywali ranni. Prezydent odwiedził także miejsce tragedii, na którym zapalił symboliczny znicz oraz odmówił modlitwę. Wraz z prezydentem Kaczyńskim do Francji polecieli: wiceminister zdrowia Bolesław Piecha, minister transportu Jerzy Polaczek oraz rzecznik prasowy i parlamentarzysta PiS, Adam Bielan.
Po powrocie do kraju prezydent ogłosił żałobę narodową na okres trzech dni (poniedziałek, 23 lipca–środa, 25 lipca 2007).
W związku z wypadkiem prezydent Francji Nicolas Sarkozy przesłał kondolencje Lechowi Kaczyńskiemu. Również prezydenci Rosji, Białorusi, Litwy i Portugalii przesłali kondolencje prezydentowi Polski. W dniu rocznicy tragedii 22 lipca 2008 roku został odsłonięty pomnik.
W uznaniu zasług w ratowaniu życia ludzkiego, za udział w akcji ratowniczej i udzielanie pomocy ofiarom wypadku Prezydent RP, postanowieniem z dnia 5 października 2007, nadał Ordery Zasługi RP i Krzyże Zasługi.

## Śledztwo w sprawie katastrofy
W sprawie katastrofy prowadzone były dwa śledztwa: we Francji przez prokuraturę w Grenoble i w Polsce przez Prokuraturę Okręgową w Szczecinie. Obydwa zakończyły się umorzeniem postępowania wobec uznania, że sprawcą był prowadzący autokar w chwili wypadku kierowca Paweł Mendyk, który zginął w katastrofie. Obydwie prokuratury ustaliły, że naruszył on zakaz wjazdu autobusów na niebezpieczną, górską drogę.
Dodatkowo polska prokuratura na podstawie opinii biegłych uznała, że kierowca, mający krótki staż zawodowy (był on podczas pielgrzymki zmiennikiem bardziej doświadczonego kierowcy, ten jednak w chwili wypadku nie prowadził autokaru i przeżył katastrofę) w krytycznym momencie użył niewłaściwego hamulca – wyłącznie głównego zamiast hydraulicznego retardera, co spowodowało, że hamowanie nie było skuteczne, a hamulec uległ uszkodzeniu.

## Ofiary katastrofy
1. Ewa Banak (lat 42)
2. Henryka Banaszek (lat 69)
3. Wacława Bobrowicz (lat 58)
4. Krystyna Borczyk (lat 62)
5. Stanisław Czernik (lat 59)
6. Anna Czura (lat 37)
7. Mirosław Fusiarz (lat 65)
8. Regina Jacyna (lat 57)
9. Danuta Kisielewicz (lat 56)
10. Danuta Kochańska (lat 58)
11. Ryszard Kochański (lat 57)
12. Danuta Królikowska (lat 70)
13. Stanisława Lisiak (lat 66)
14. Ks. Zenon Łuczak (lat 66)
15. Franciszka Marszeniuk (lat 58)
16. Paweł Mendyk (lat 22)
17. Lidia Niewiarowska (lat 60)
18. Tadeusz Niewiarowski (lat 66)
19. Aneta Pollak (lat 40)
20. Ewa Pollak (lat 12)
21. Ks. Przemysław Redes (lat 31)
22. Maria Starzyńska (lat 61)
23. Grażyna Stępnikowska (lat 55)
24. Lilianna Szmidt (lat 59)
25. Mariola Złotorowicz (lat 48)
26. Irena Zubowicz (lat 45)